# Hyperechia imitator
Hyperechia imitator är en tvåvingeart som beskrevs av Grunberg 1907. Hyperechia imitator ingår i släktet Hyperechia och familjen rovflugor. Inga underarter finns listade i Catalogue of Life.